# Річія Гюбенера
Річія Гюбенера (Riccia huebeneriana) — вид печіночників родини річієвих (Ricciaceae).

## Поширення
Зареєстрований у Європі, Азії, Північній Америці.